# Protestele din Belarus din 2020-2021
Protestele din Belarus din 2020-2021, poreclite Revoluția papucilor și Revoluția anti-gândaci, au fost o serie de proteste stradale împotriva președintelui autoritar al Belarusului, Aleksandr Lukașenko. Manifestațiile, parte a mișcării democrației bieloruse, au început să se producă în timpul alegerilor prezidențiale din Belarus din 2020, în care Lukașenko a fost declarat câștigător pentru un al șaselea mandat.
Alexander Lukașenko este numit „ultimul dictator” al Europei și, până în acest moment, a fost la putere timp de 26 de ani, făcându-l cel mai longeviv șef de stat din fosta Uniune Sovietică, conducând țara din 1994. Sub autoritatea sa, guvernul a reprimat frecvent opoziția. Lukașenko s-a confruntat cu o opoziție publică mai mare pe fondul gestionării pandemiei de coronavirus, după ce acesta a negat seriozitatea virusului. Dintre cele șase alegeri câștigate de Lukașenko, doar prima a fost considerată liberă și corectă de către monitorii internaționali.

## Înainte de alegeri

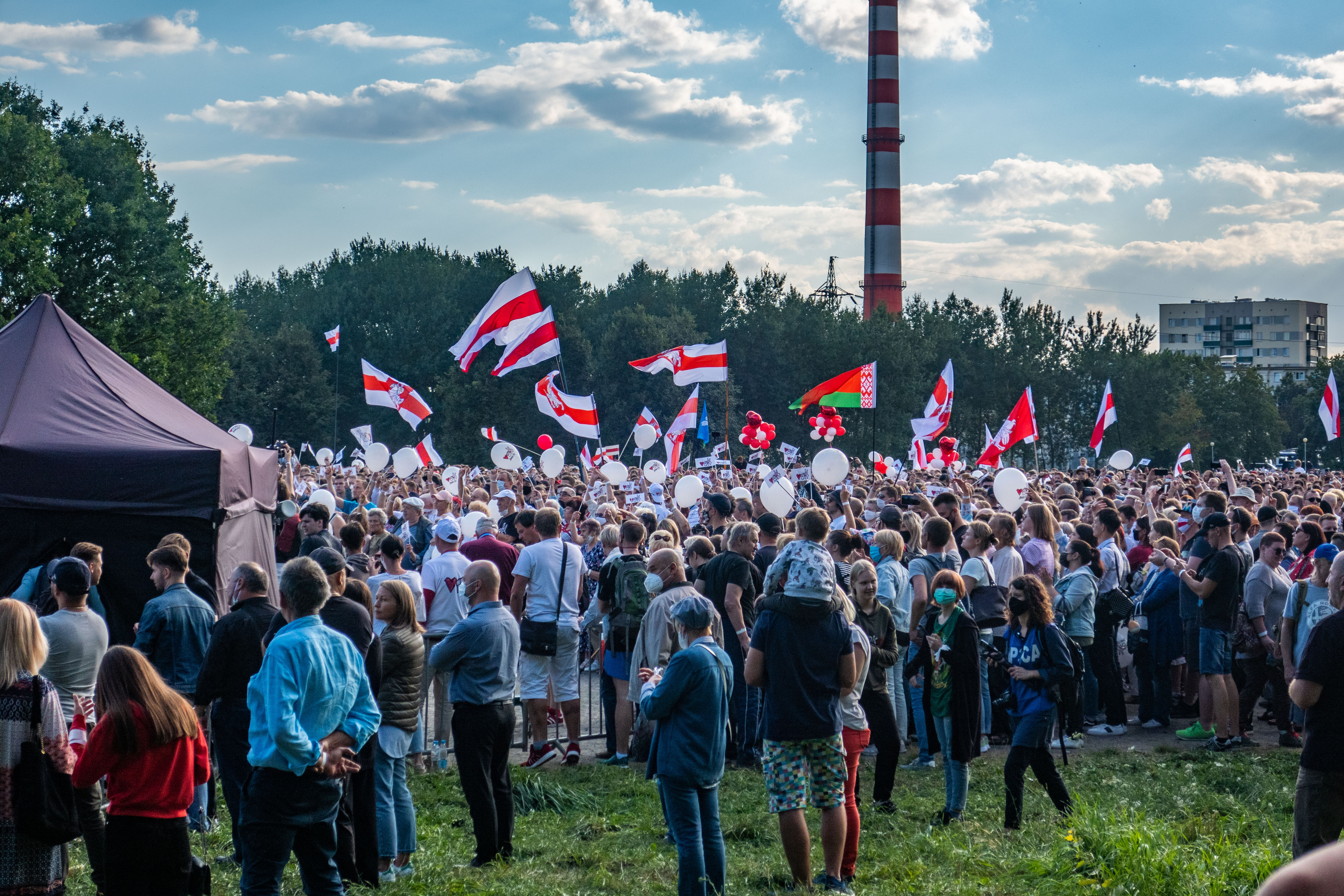
Mitingul în sprijinul Tihanovskaiei de la Minsk (30 iulie 2020)

Omul de afaceri și bloggerul Serghei Tihanovski, care l-a etichetat pe Lukașenko drept „gândac”, a fost reținut la sfârșitul lunii mai 2020 de autoritățile din Belarus, care l-au acuzat că este un agent străin. 
În iunie 2020, au avut loc proteste stradale împotriva lui Lukașenko.  Câțiva candidați ai opoziției s-au înregistrat la următoarele alegeri ca urmare a mișcării, dar mulți dintre ei au fost arestați. 
Pe 19 iunie, Lukașenko a anunțat că a „dejucat o tentativă de lovitură de stat”, rezultând în arestarea principalului rival al opoziției, Viktar Babarika .  Babaryka a declarat că acuzațiile de luare de mită și corupție au fost falsificate și că arestarea a fost motivată politic, pentru a-l preveni să candideze.  Activiști ai opoziției, jurnaliști și bloggeri au fost, de asemenea, arestați ca parte a represiunii.  Grupul pentru drepturile omului Viasna a estimat că, de la începutul lunii mai până la începutul lunii august, aproximativ 1.300 de persoane au fost reținute din cauza protestelor. 
Lukașenko a susținut că protestele fac parte dintr-un complot străin,  despre care a sugerat că ar putea fi americani, NATO, ruși sau ucraineni.  Soția lui Tihanovski, Svetlana Tihanovskaia, s-a înregistrat ca candidat la viitoarele alegeri după arestarea lui Babaryka. 
Protestele au dus la sugestii că conflictul va dura luni întregi și va crește în violență  și poate evolua într-o revoluție deplină, asemănător modului în care protestele Euromaidan s-au transformat într-o revoluție în Ucraina în 2014 .  Fondul german Marshall, un think tank american, a remarcat că protestele sunt mai răspândite și sunt mai reprimate brutal decât protestele anterioare din Belarus. 
Organizația pentru Securitate și Cooperare în Europa (OCDE) a raportat că nu va monitoriza alegerile din 2020, deoarece nu a fost invitată în acest sens;  Aceasta este prima dată din 2001 când Oficiul OCDE pentru instituțiile democratice și drepturile omului (ODIHR) nu va monitoriza alegerile din Belarus.  OCDE nu a recunoscut niciun fel de alegeri în Belarus ca fiind liber și corect din 1995,  și misiunile OECD de monitorizare a alegerilor din țară au fost împiedicate de guvern.  
La 23 iulie, Lukașenko a susținut că BBC și Radio Europa Liberă/Radio Liberty au încurajat revoltele și au amenințat că vor expulza mass-media și le-ar interzice să raporteze la alegeri. 

## În timpul campaniei prezidențiale
La 29 iulie, știrile susținute de guvernul bielorus au raportat că 33 de pretinși mercenari din grupul Wagner, o companie militară privată rusă, au fost arestați recent într-un sanatoriu "Belarusachka", lângă Minsk. 
La 30 iulie, a avut loc un miting permis al candidatului la președinție, Svetlana Tihanovskaia, în Parcul Prietenia Popoarelor din Minsk. Potrivit activiștilor pentru drepturile omului, între 63.000 și 70.000 de oameni fiind prezenți, poliția arestând doar 18.250 de oameni acolo. A fost una dintre cele mai mari întâlniri de după 1991. 
La 6 august, aproximativ 5.000 de protestatari pașnici au ieșit pe străzile din Minsk fluturând panglici albe, apelând la alegeri libere și corecte. 
În prima săptămână din august, zeci de mii de bieloruși au demonstrat împotriva lui Lukașenko în orașele din țară, 63.000 de persoane au demonstrat în capitala Minsk, care este cel mai mare protest stradal din Belarusul post-sovietic. 

## Ziua alegerilor
Pe 9 august, dimineața devreme, majoritatea intrărilor în orașul Minsk au fost blocate de poliție și armată. 
La mijlocul zilei, oamenii au început să aibă o problemă cu internetul, acesta fiind încetinit. Seara, imediat după ce televiziunea guvernamentală a Belarusului a difuzat un rezultat al sondajului care arată că într-o presupusă alunecare de teren, Lukașenko a obținut 80,23% din voturi, în timp ce Tihanovskaia a primit 9,9 la sută. Acest lucru a provocat o reacție imediată a susținătorilor ei, și aceștia au decis să meargă pe străzi în toate marile orașe din Belarus, pentru ca să își exprime nemulțumirea și pentru a solicita un număr corect de voturi. Numărul total de protestatari din Minsk este dificil de estimat deoarece au fost împrăștiați prin tot orașul. După ce au despărțit mulțimile mari, poliția a alungat grupuri mai mici de protestatari prin centrul orașului Minsk timp de câteva ore, a informat Associated Press. În toate marile orașe din Belarus, ofițerii de ordine au folosit bastoane de poliție, gloanțe de cauciuc, grenade cu bile de plumb, tunuri de apă și gaze lacrimogene. Prin urmare, protestatarii s-au dispersat treptat la o mulțime de 200-300, dintr-un total estimat de 5.000. A fost una dintre cele mai mari proteste de când Belarusul a devenit independent. 
În total au fost reținuți aprox. 3000 de protestatari, și cel puțin un protestatar a decedat  . 

## Ziua după alegeri
În cea de-a doua seară după anunțarea rezultatelor presupuse falsificate, protestatarii au baricadat zona din jurul pieței „Riga”. Forțele de securitate au răsupuns prin utilizarea gazelor lacrimogene și folosind spray paralizant.  Un protestatar a murit după o explozie în apropierea stației de metrou Pușkinskaya. Ministerul de Interne susține că dispozitivul a fost detonat în mâinile sale.  Se presupune că țara de origine a spray-urilor paralizante este Cehia, deși această țară a impus un embargou pentru a vinde astfel de echipamente în Belarus după suprimarea alegerilor din 2010. 
 Poliția specială (AMAP / OMON), trupele interne și forța specială de elită „Almaz” antiteroristă au participat la suprimarea protestelor din Minsk. Tunurile de apă au fost folosite și în apropierea pieței „Riga”, iar gloanțele de cauciuc au fost utilizate pe scară largă peste tot. Proteste de masă au fost raportate în Brest, Gomel, Hrodna, Moghilău, Vitebsk, Baranavichy, Maladziechna, Navahrudak, Navapolack, Jodino.  S-a raportat că echipele AMAP au confiscat unele ambulanțe pentru a trece prin baricade și cordoane improvizate, deoarece protestatarii lăsau întotdeauna medicii să treacă. 
În Gomel, rudele și prietenii a peste 500 de persoane arestați nu li s-a permis să îi viziteze, iar poliția locală nu le-a spus nimic despre soarta rudelor lor. De asemenea, a fost raportat că cel puțin un polițist a abuzat o femeie. 

## Atacuri asupra jurnaliștilor și cenzură pe Internet
Pe 9, 10 și 11 august, mai mulți jurnaliști independenți au fost arestați la Minsk, Brest și Babruysk. Conform declarației asociației jurnaliștilor din Belarus, trupele interne și alte forțe guvernamentale trag în mod deliberat gloanțe de cauciuc la jurnaliștii independenți din Minsk (inclusiv Tut.by și Nasha Niva ), care purtau jachete speciale bine vizibile și aveau legitimații.  Redactorul șef Nașa Niva a dispărut, dar a reușit să trimită un mesaj SOS soției sale, arătând că este arestat. Soarta lui e necunoscută.  Mai mulți jurnaliști, inclusiv străini, au fost răniți ușor în timpul reprimării protestelor. Un glonț de cauciuc a lovit un material de identitate al jurnalistului Getty Images, Michal Fridman. Câțiva jurnaliști ruși din mediile oficiale și din proiectele de internet au fost arestați, dar au fost eliberați în curând. 
La 11 august, a fost raportat că polițiștii și alți agenți guvernamentali au scos cu forță carduri de memorie de la mulți jurnaliști, i-au obligat să șteargă fotografiile sau uneori le-au zdrobit camerele.  Serviciul rus al BBC a raportat că trei dintre jurnaliștii lor au fost bătuți de forțele guvernamentale în acea noapte, în timp ce acopereau protestele. 
Pe 8 august, site-ul internet afn.by (Agenția de știri financiare) a fost blocat de Ministerul Informațiilor din motive necunoscute.  Pe 9 august, Internetul din Belarus a fost parțial blocat. Potrivit oficialilor guvernamentali, motivul a fost atacul puternic DDoS, însă specialiștii IT independenți au susținut că monopolul Beltelecom și statele afiliate de stat din Belarus au folosit în mod deliberat tehnologia de inspecție a pachetelor Deep (DPI) sau modelarea traficului. 